# Mellicta dejonella
Mellicta dejonella är en fjärilsart som beskrevs av Ruggero Verity 1930. Mellicta dejonella ingår i släktet Mellicta och familjen praktfjärilar. Inga underarter finns listade i Catalogue of Life.